# Jurengraulis juruensis
Jurengraulis juruensis is een straalvinnige vis uit de familie van ansjovissen (Engraulidae) en behoort derhalve tot de orde van haringachtigen (Clupeiformes). De vis kan een lengte bereiken van 16 cm. De soort werd voor het eerst wetenschappelijk beschreven door George Albert Boulenger. Boulenger deelde de soort bij het geslacht Cetengraulis in. De soort komt voor in de Juruá, een zijrivier van de Amazone en is genoemd naar die rivier. 

## Leefomgeving
Jurengraulis juruensis is een zoetwatervis. De vis prefereert een tropisch klimaat. 

## Relatie tot de mens
In de hengelsport wordt er weinig op de vis gejaagd. 